# Paul Desmond
Paul Desmond (jako Paul Emil Breitenfeld; 25. listopadu 1924, San Francisco, Kalifornie, USA – 30. května 1977) byl americký jazzový altsaxofonista a hudební skladatel. Spolupracoval s mnoha jazzovými hudebníky, mezi které patřili Dave Brubeck, Gerry Mulligan, Jim Hall, Chet Baker a další.